# یوتو ناکایاما
یوتو ناکایاما (انگلیسی: Yuto Nakayama؛ زادهٔ ۱۱ آوریل ۱۹۹۱) بازیکن فوتبال اهل ژاپن است.